# Schräge Vögel
Schräge Vögel ist ein deutscher Kinder- und Tierfilm. Am 3. Oktober 1997 fand die Premiere im WDR-Fernsehen statt.

## Handlung
Der etwa 14-jährige Dennis beobachtet, wie ein Turmfalke eine seiner Brieftauben schlägt. Wütend geht er in den nahegelegenen Kirchturm und bewirft mit Holzstecken das brütende Falkenpaar. Seine neue Nachbarin und Klassenkameradin Sarah hält sich dort zum Beobachten der Vögel auf und stoppt Dennis. Bei einem Unwetter fällt ein abstürzendes Holzteil aufs Nest und tötet einen der brütenden Falken, ein Ei bleibt allerdings unbeschädigt. Sarah nimmt es an sich und lässt es als vorgebliches Kakaduei von einer von Dennis’ Tauben ausbrüten. Als Dennis das frisch geschlüpfte Küken identifiziert, verweist er Sarah und ihren Schützling des Taubenschlags. Sarah zieht den Turmfalken mit Hackfleisch groß und bringt ihm das Fliegen bei. Mit Dennis verträgt sie sich bald wieder und es kommt sogar zu einem schüchternen Kuss. Mitschüler beobachten dies und schreiben es auf die Schultafel, bevor die Lehrerin sie aufklappt. Verlegen behauptet Dennis, es sei unwahr, und Sarah ist enttäuscht.
Auf einem nahen Grundstück leben die Tierfänger Rick und Olli in ihrem Wohnwagen. Für ihren Hauptauftraggeber stehlen sie Tiere aus Zoo und Zirkus. Weil Sarahs Turmfalke zu den Vögeln in ihrem Wohnwagen fliegt, können sie ihn ganz einfach fangen und liefern ihn beim Tierhändler ab. Bis dorthin verfolgen Sarah und Dennis sie und als ein Affe entkommt, führt er die Polizei zur illegalen Tierhandlung und das kriminelle Trio in deren Handschellen. Sarah schenkt ihrem „Merlin“ die Freiheit, der sich zu einem anderen vorbeifliegenden Turmfalken gesellt. Dennis wischt Sarahs Tränen ab und legt seine Hand auf ihre.

## Kritik
Prisma schreibt: „[E]in außergewöhnlicher Abenteuerfilm, der sich von der Durchschnittsware für Kinder unterscheidet, denn zur Abwechslung stehen nicht Hunde oder Pferde im Mittelpunkt des Geschehens, sondern ein einziger Vogel.“
Der Filmdienst meint: „Ein fürs Fernsehen entstandener sympathischer Kinderfilm, der in die kleine und überschaubare Spielhandlung viele liebevoll und geduldig einfangene Szenen mit den Tieren einbaut.“

## Auszeichnungen
Der Film  war für den Adolf-Grimme-Preis 1998 nominiert.